# 威尼斯门
45°28′27.87″N 9°12′18.01″E / 45.4744083°N 9.2050028°E
威尼斯门（Porta Venezia），是意大利米兰的古老城门之一。其目前的形式可追溯到19世纪；然而，它的起源可以追溯到中世纪，甚至罗马城墙 这座城市“威尼斯门”这个名称，现在既是指城门本身，又指其周边的片区，为米兰第三区的一部分。

## 命名

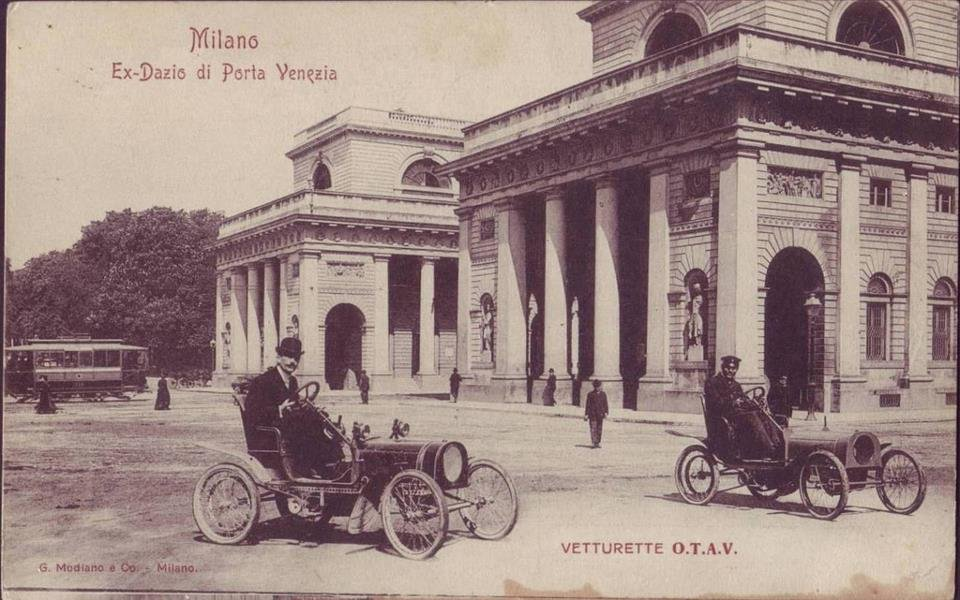
1906年的威尼斯门

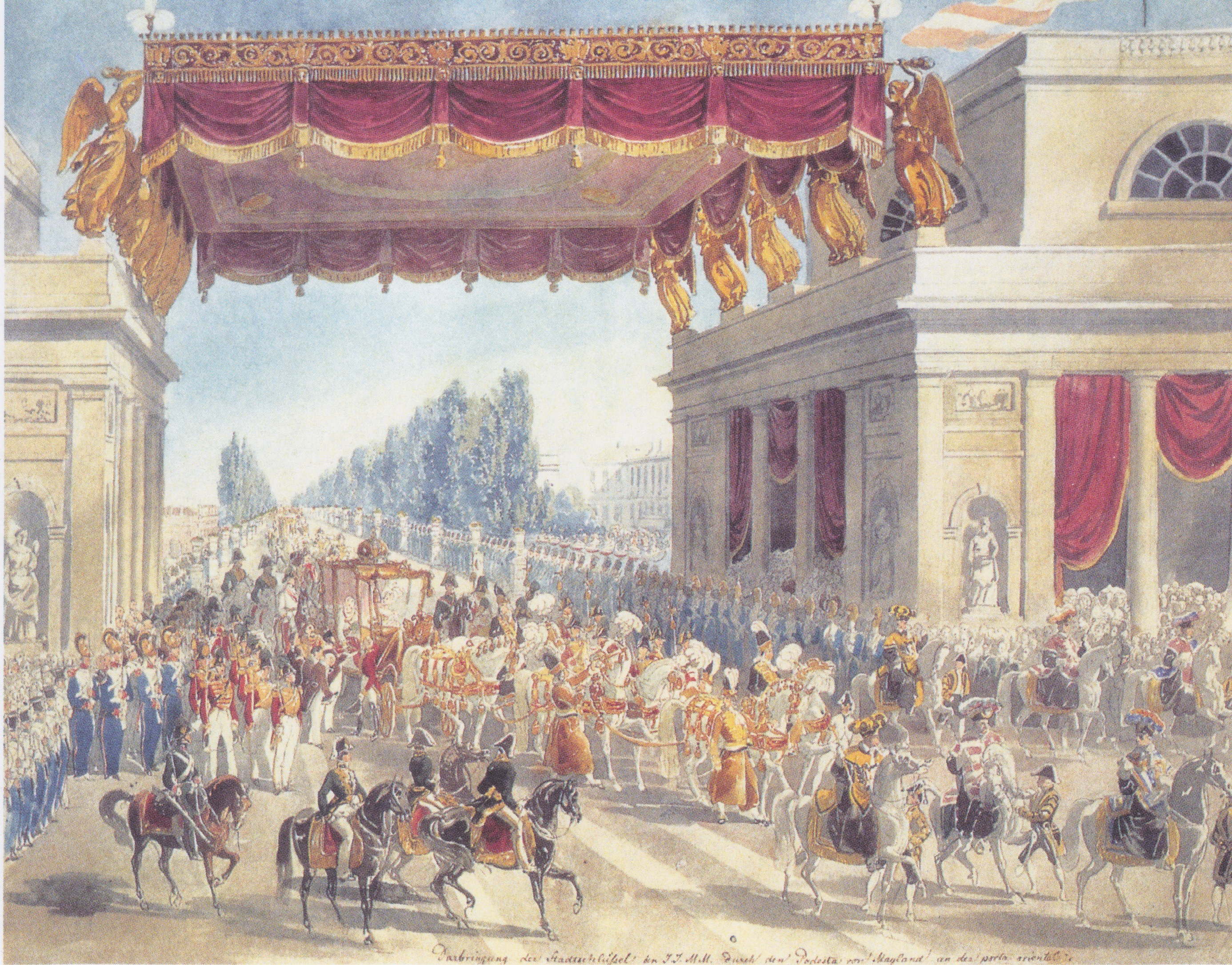
1838年的水彩画，爱德华·古尔克

“威尼斯门”这个名称，得名于1862年，可能是希望威尼斯很快会加入新成立的意大利王国。在此之前，此门称为“东方之门”（Porta Orientale）或Porta Renza。实际上，该门面向东北，而不是东，胜利门才是真正的东门。

## 历史

中世纪东方门区的区徽

在古罗马时期，已经存在一个位置和方向大致对应于现代的威尼斯门的城门。中世纪曾加以扩建。16世纪，中世纪城墙被西班牙城墙取代，包围的面积较大。随着时间的推移，城墙和城门失去了防御目的，改为海关税收站。在奥地利帝国统治时期，从1783年到1786年，威尼斯门地区的城墙进行了重新设计，开辟了大道和城市公园；但城门本身仍然存在。
在拿破仑一世时期，米兰的西班牙城门被拆除，代之以新的建筑，作为税关，并用建筑来体现米兰的威望。威尼斯门的改建委托了建筑师朱塞佩·皮爾馬里尼，他负责了18世纪米兰改建工作的很大一部分，设计斯卡拉歌剧院、Palazzo Belgioioso、布雷拉画廊的一部分，以及蒙扎豪华的皇家别墅。皮爾馬里尼计划将城门改建为新古典主义风格，但是他在计划完成前去世（1805年）。威尼斯门在1827年和1828年之间完成，设计添置海关。新古典主义的浮雕和雕像于1833年增加。
直到最近，它们基本上被广告海报覆盖，这些海报在2004年被移除，建筑恢复19世纪的外观。

## 位置与建筑
威尼斯门由两座新古典主义建筑组成，位于从东北方进入米兰的主要街道之侧；今天，这条街在城门内外分别称为“威尼斯大道”和布宜诺斯艾利斯大道。右侧的建筑雕像代表罗马众神。该建筑使用维朱砂岩建造。

## 威尼斯门区

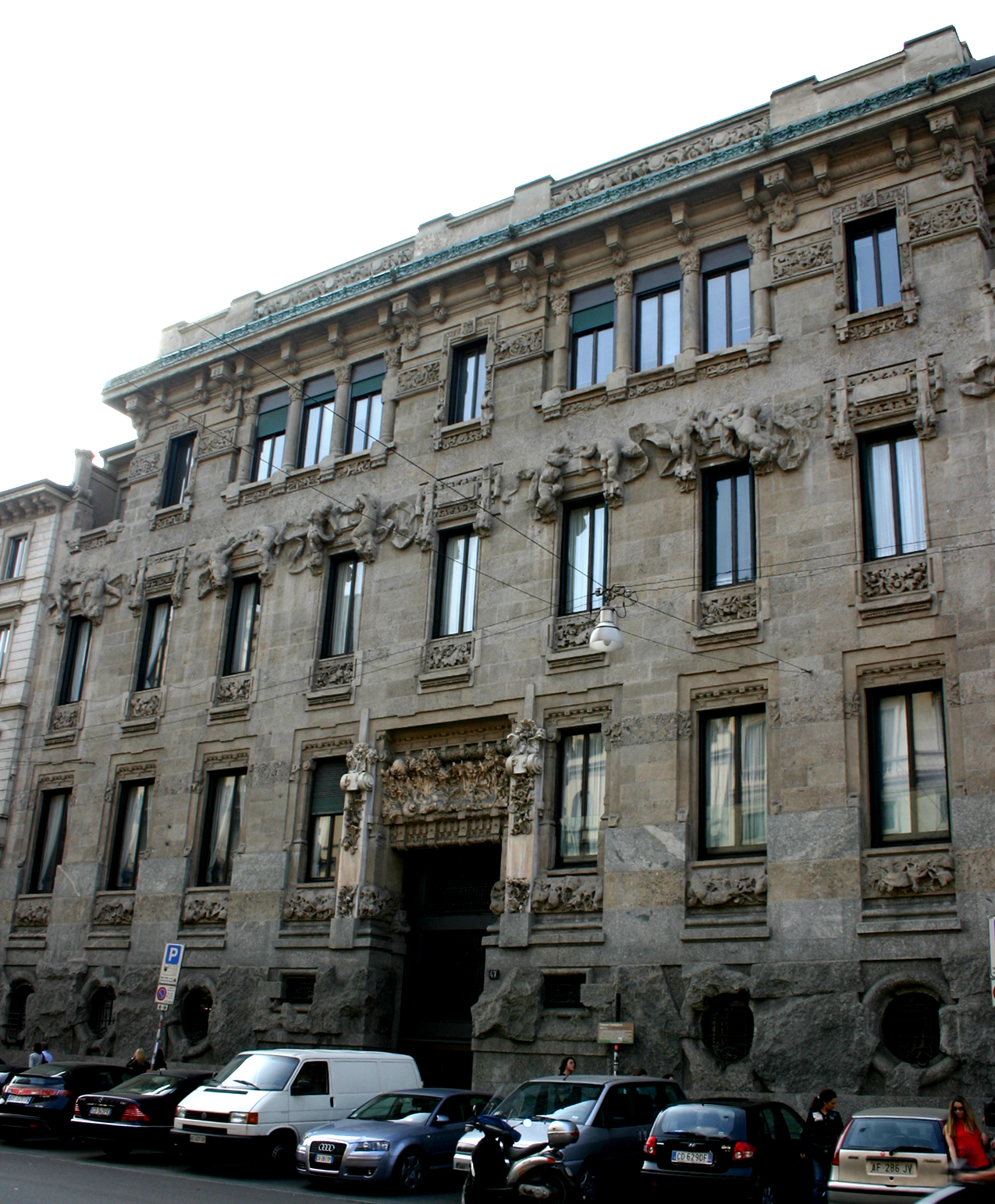
卡斯蒂格尼宫

自12世纪起，威尼斯门周边区域就被承认是一个独特的区，拥有自己的区徽，是银色背景中的狮子。由于并非正式的区，所以并无正式的边界，通常包括 Oberdan 广场、布宜诺斯艾利斯大道、威尼斯大道、威尼斯门花园（设有自然史博物馆和天文馆）、西尔托里街、莱科街、Vittor 皮萨尼街、维托里奥维内托街、Via Casati, Via Melzo和突尼斯街。 
尽管该区起源于中世纪，但是现存大部分建筑是19世纪和20世纪的，新古典主义和新艺术运动时主导的风格 。该区最重要的建筑包括Saporiti宫、塞尔贝洛尼宫，卡斯蒂格尼宫和王宫别墅。威尼斯门花园（最近更名为Indro Montanelli花园）设有自然史博物馆和天文馆。
该区拥有悠久的外国移民的历史，在过去的几十年中已发展为多种族地区，有时被称为米兰的“非洲区”或米兰的卡斯巴。威尼斯门的另一特征是夜生活场地的数量，例如餐厅（其中许多为移民开始，供应非洲，亚洲，或南美菜肴）和地下夜总会，因为这个原因，威尼斯门是所谓的“米兰movida”的中心之一. 该区还拥有一些重要的LBGT场所。
威尼斯门是米兰的三个不同的世界的十字路口：优雅的新门；繁忙的布宜诺斯艾利斯大道，其移民人口增加；以及比较传统的Porta Romana。沿着布宜诺斯艾利斯大道有大型百货公司，服装精品店，鞋店，以及超市。